# Cserkeszőlő, Jász-Nagykun-Szolnok
Cserkeszőlő  este un sat în districtul Kunszentmárton, județul Jász-Nagykun-Szolnok, Ungaria, având o populație de 2.376 de locuitori (2011). 

## Demografie
Componența etnică a satului Cserkeszőlő
     Maghiari (97,61%)
     Germani (1,08%)
     Necunoscut (0,46%)
     Alții (0,85%)
Componența confesională a satului Cserkeszőlő
     Romano-catolici (28,58%)
     Fără religie (21,51%)
     Reformați (9,89%)
     Atei (1,01%)
     Necunoscută (38,43%)
     Alte religii (1,14%)
Conform recensământului din 2011, satul Cserkeszőlő avea 2.376 de locuitori. Din punct de vedere etnic, majoritatea locuitorilor (97,61%) erau maghiari, cu o minoritate de germani (1,08%). Apartenența etnică nu este cunoscută în cazul a 0,46% din locuitori. Nu există o religie majoritară, locuitorii fiind romano-catolici (28,58%), persoane fără religie (21,51%), reformați (9,89%) și atei (1,01%). Pentru 38,43% din locuitori nu este cunoscută apartenența confesională.